# Gabriel Tarantini
Gabriel Andrés Uzcátegui Tarantini (Saint Petersburg, Florida, Estados Unidos; 31 de julio de 1992) más conocido como Gabriel Tarantini, es un actor venezolano-estadounidense. Ha vivido entre Venezuela, Italia y Estados Unidos. Se graduó con una licenciatura en Bellas Artes de la Academia de Cine de Nueva York en Los Ángeles en 2014. Tarantini saltó a la fama por interpretar a Andrés en la telenovela de Venevisión International y Boomerang Latinoamérica, Somos tú y yo.

## Filmografía
| Año       | Título                    | Personaje              |
| --------- | ------------------------- | ---------------------- |
| 2023      | Gina Yei                  | Manuel                 |
| 2020-2021 | 100 días para enamorarnos | Benjamín Flores        |
| 2019      | El Barón                  | Justin Thompson        |
| 2018      | Mi familia perfecta       | Julián Guerrero Solís  |
| 2017      | Vikki RPM                 | Federico "Fede" Toledo |
| 2017      | Sheltered 1.0             | Denver                 |
| 2016      | Silvana sin lana          | Benjamín González      |
| 2016      | Spark                     | Óscar Hidalgo          |
| 2016      | Margarita                 | Danny Goyri            |
| 2008-2009 | Somos tú y yo             | Andrés Pérez           |